# Allium colchicifolium
Allium colchicifolium — вид трав'янистих рослин родини амарилісові (Amaryllidaceae), поширений у Західній Азії.

## Опис
Квітки кремові, контрастні з чорними зав'язями. Листки синьо=зелені. Стебло коротке, досягає 15–20 см. 

## Поширення
Поширення: Східна Туреччина, Ірак, Ліван, Сирія, північний захід Ірану.
Населяє східноанталійські листяні ліси та гірський степ, посушливий степ Ярлунг Цангпо та екорегіони субальпійських лісових хвойних лісів. Зафіксований на вологих краях скель.

## Використання
Цей вид не використовується.

## Загрози й охорона
Невідомі основні загрози для цього виду.
Невідомі заходи щодо збереження цього виду. Невідомо, чи трапляється в будь-якій охоронній території.